# Нерсесян, Леонид Нерсесович
Леонид Нерсесович Нерсесян (арм. Լեոնիդ Ներսեսի Ներսիսյան) (10 февраля 1925, Ленинакан — 3 июля 2012, Ереван) — армянский советский партийный и государственный деятель.

## Биография
- 1942 — окончил среднюю школу № 21 им. Ширванзаде Еревана.
- 1942—1943 — студент электротехнического факультета Ереванского политехнического института.
- 1943—1946 — служил в рядах советской армии, участвовал в Великой Отечественной войне.[2]
- 1944 — вступил в КПСС.
- 1946—1951 — студент электротехнического факультета Ереванского политехнического института.
- 1949—1951 — секретарь комитета комсомола Ереванского политехнического института.
- 1951—1961 — работал в Ереванском электротехническом заводе, с 1957 года — главный инженер.
- 1961—1965 — директор завода «Электродвигатель».
- 1965—1974 — председатель Ленинского райисполкома Еревана.
- 1974—1975 — первый секретарь Ленинского райкома КП Армении.
- 1975—1985 — первый секретарь Ереванского горкома КП Армении.
- 1985—1987 — заместитель председателя Совета министров Армянской ССР.
- В 1975—1985 был членом бюро ЦК КП Армении.
- Депутат Верховного Совета СССР с 1979—1989.

## Награды
- Орден Октябрьской Революции.
- Два ордена Трудового Красного Знамени.
- Орден Красной Звезды (18.06.1945)[3].
- Орден Отечественной войны 2 степени (6.04.1985)[4].